# (4797) Ako
(4797) Ako (1989 SJ) – planetoida z pasa głównego asteroid okrążająca Słońce w ciągu 3,75 lat w średniej odległości 2,41 j.a. Odkryta 30 września 1989 roku.